# Universitat d'Arkansas
La Universitat d'Arkansas (University of Arkansas en anglès), també coneguda com a UARK o UA, és una universitat pública coeducacional localitzada en Fayetteville, Arkansas, EUA. Fundada en 1871 com Universitat Industrial d'Arkansas (Arkansas Industrial University), UA és la institució puntera del University of Arkansas System. La universitat és la més gran en termes d'inscripció de les universitats d'investigació importants de l'estat.
La Universitat d'Arkansas ofereix més que 200 programes d'estudi en 10 divisions acadèmiques que duen a arribar a les graduacions de Bachelor's, Màster, doctorat i Juris Doctor.
En la tardor del 2017, Arkansas tenia una inscripció de 27.558 estudiants i el seu canceller és Joseph Steinmetz.